# Licencia social
La licencia social o licencia social para operar es un término utilizado para referirse al grado de legitimidad social de las actividades y proyectos de una empresa o actividad económica determinada. Se refiere al nivel de apoyo y aprobación de las actividades de una empresa por parte de diferentes grupos de interés.
Se atribuye la creación del término a Jim Cooney, un ejecutivo de la compañía minera Placer Dome (adquirida luego por la Barrick Gold). Cooney utilizó el término por primera vez en una conferencia del Banco Mundial en marzo de 1997. Cooney utilizó el concepto como una métafora para referirse a las amenazas provenientes de la falta del consenso social de las comunidades respecto de la realización de un proyecto minero. En estos proyectos, la aprobación o el rechazo de un proyecto por parte de la población puede paralizar parcial o completamente la realización de las actividades. Susan Joyce e Ian Thomson, consultores de la industria minera, fueron los primeros en tratar de arribar a una definición más precisa.
Actualmente se utiliza en otras industrias extractivas, en la construcción y en la industria turística. Frecuentemente, la licencia social es tanto o más importante que la licencia legal otorgada por el gobierno. La licencia social debe mantenerse a través del tiempo, y está sujeta a negociaciones por parte de las comunidades afectadas por el desarrollo de un proyecto.
El término también se utiliza por el sector académico y movimientos medioambientales, para referirse al desacuerdo de las comunidades con la realización de los proyectos mineros.

## Definición
Elliott Jaques define la licencia social para operar como el contrato social que la empresa tiene con las distintas partes involucradas en una comunidad (empleados, sindicatos, comunidades) para que manifiesten una intención positiva de apoyar el negocio a corto plazo. y objetivos a largo plazo al "proporcionar un liderazgo gerencial que nutra el bien social y también brinde la base para el crecimiento sostenible en los resultados organizacionales".
El objetivo principal de las empresas es obtener y mantener la licencia social para operar. Elliott Jaques enumera las siguientes condiciones que una empresa necesita para lograr este objetivo:
- Identificar la estrategia comercial y los objetivos comerciales.
- Identificar a los titulares de licencias sociales (empleados de una empresa, sindicatos, gobiernos locales y nacionales, comunidades, grupos de activistas, etc.) para cada objetivo comercial.
- Identificar el apoyo que la empresa desea lograr de los titulares de la licencia social especificando para cada objetivo empresarial elementos de la licencia social (objetivo de apoyo, contexto de apoyo, tiempo de apoyo, acción de apoyo)
- Mide cuantitativamente la intención (positiva o negativa) de los titulares de licencias sociales de apoyar los objetivos comerciales.
- Identificar los factores que impactan negativamente en la intención de los titulares de licencias sociales de apoyar los objetivos comerciales (fuerza de su creencia en el apoyo, su evaluación de los resultados del apoyo, presión para brindar apoyo, facilitadores / impedidores del apoyo, etc. )
- Desarrollar la Estrategia de Desarrollo de Licencias Sociales para eliminar los factores negativos y asegurar la intención positiva de todos los titulares de licencias sociales de apoyar todos los objetivos comerciales de la empresa.
- Realizar seguimiento continuo y medición cuantitativa de cambios en la Licencia Social para Operar de la empresa.

## Medición
A partir de 2008, sectores involucrados con la industria minera han buscado clarificar la metáfora y convertirlo en un parámetro medible. Ian Thomson y Susan Joyce, y luego Joyce y Robert Boutilier generaron varias repeticiones de una serie de cuestionarios aplicados a diferentes proyectos mineros alrededor del mundo, en Australia, Bolivia, México, Brasil, la República Democrática del Congo, Guinea, Tanzania y Estados Unidos. Entre 2011 y 2015 entrevistaron a más de 2.000 partes involucradas, y llegaron a una docena de enunciados que permiten medir estadísticamente el grado de aceptación de un determinado proyecto o industria. Sin embargo, como Boutilier advierte en su estudio sobre el tema, estos datos son confiables estadísticamente, pero necesitan ser confrontados para determinar su validez social.